# Replica trick
Nella meccanica statistica dei vetri di spin ed in altri sistemi che coinvolgono un disordine quenched, il replica trick (o metodo delle repliche) è una tecnica matematica basata sulla valutazione della semplice identità:
{\displaystyle {\overline {\log(Z)}}=\displaystyle \lim _{n\to 0}{\frac {1}{n}}\log {\overline {Z^{n}}}},
dove {\displaystyle Z} è la funzione di partizione associata al sistema, o una funzione analoga.
Se {\displaystyle n} è un numero reale, non c'è vantaggio nel computare il lato destro dell'identità piuttosto che il lato sinistro. Se inoltre supponiamo che {\displaystyle n} sia un numero intero, possiamo scrivere:
{\displaystyle {\overline {Z^{n}}}=\int D\sigma _{1}\dots D\sigma _{n}{\overline {e^{-\beta H(\sigma _{1},J)\,\cdots \,-\beta H(\sigma _{n},J)}}}}
molto più semplice da computare. Quello che andiamo a fare è replicare il sistema {\displaystyle n} volte, considerare tutto come funzione di {\displaystyle n} e poi valutare il limite per {\displaystyle n\to 0}. È cruciale inoltre osservare che tutte le Hamiltoniane nella identità succitata hanno la stessa realizzazione del disordine quenched, ed in questo senso possono essere definite una la replica dell'altra.
Una differente formulazione del replica trick è la seguente,
{\displaystyle {\overline {\left\langle A\right\rangle }}={\overline {{\frac {1}{Z}}\int D\sigma A(\sigma )e^{-\beta H(\sigma ,J)}}}=\displaystyle \lim _{n\to 0}{\overline {Z^{n-1}{\int D\sigma A(\sigma )e^{-\beta H(\sigma ,J)}}}}=}{\displaystyle \displaystyle \lim _{n\to 0}\int D\sigma _{1}\dots D\sigma _{n}A(\sigma _{1}){\overline {e^{-\beta H(\sigma _{1},J)\,\cdots \,-\beta H(\sigma _{n},J)}}}}
dove l'etichetta {\displaystyle 1} usata per la replica è stata scelta in modo totalmente arbitrario, senza perdere di generalità.
Il punto cruciale del replica trick è che mentre la media sul disordine viene effettuata assumendo che {\displaystyle n} sia un numero intero, per recuperare il logaritmo medio sul disordine è necessario far tendere {\displaystyle n} continuamente a zero. Questa apparente contraddizione alla base del trucco delle repliche non è mai stata risolta formalmente; tuttavia, in tutti i casi in cui il metodo delle repliche può essere confrontato con altre soluzioni esatte, i metodi portano agli stessi risultati (per dimostrare che il replica trick funziona, sarebbe necessario dimostrare che il teorema di Carlson sia valido).
Occasionalmente è necessario richiedere la proprietà aggiuntiva di rottura di simmetria di replica (RSB) al fine di ottenere risultati fisici, che è associata alla rottura dell'ergodicità.

## Applicazioni alla fisica
Il replica trick viene utilizzato per determinare gli stati fondamentali dei sistemi meccanici statistici, nell'approssimazione di campo medio. Tipicamente, per i sistemi in cui la determinazione dello stato fondamentale è semplice, è possibile analizzare le fluttuazioni vicino allo stato fondamentale. In caso contrario, si utilizza il replica trick.
Nella fisica statistica dei sistemi con disordine quenched, due stati qualsiasi con la stessa realizzazione del disordine (o nel caso dei vetri di spin, con la stessa distribuzione di legami ferromagnetici e antiferromagnetici) vengono definiti repliche l'uno dell'altro. Nei sistemi con disordine quenched, ci si aspetta tipicamente che le grandezze macroscopiche siano auto-medianti, ossia che qualsiasi grandezza macroscopica per una specifica realizzazione del disordine sarà indistinguibile dalla stessa quantità calcolata mediando su tutte le possibili realizzazioni del disordine stesso. L'introduzione delle repliche consente di effettuare questa media su diverse realizzazioni del disordine.
Nel caso di un vetro di spin, ci aspettiamo che l'energia libera per spin (o qualsiasi quantità auto-mediante) nel limite termodinamico sia indipendente dai valori specifici degli accoppiamenti ferromagnetici e antiferromagnetici tra siti individuali attraverso il reticolo. Pertanto possiamo calcolare esplicitamente l'energia libera come funzione del parametro di disordine, per poi mediare l'energia libera su tutte le realizzazioni del disordine. L'energia libera assumerà dunque la forma:
{\displaystyle F={\overline {F[J_{ij}]}}=-k_{B}T\,{\overline {\ln Z[J]}}}
dove le {\displaystyle J_{ij}} descrivono il disordine (per i vetri di spin, descrive in particolare la natura magnetica delle interazioni tra i siti {\displaystyle i} e {\displaystyle j}). Noi considereremo dunque la media tra tutti i possibili accoppiamenti descritti da {\displaystyle J}, pesati in base ad una data distribuzione di probabilità.
Per effettuare la media sulla funzione logaritmo, il replica trick risulta utile, sostituendo il logaritmo con la sua forma limite menzionata in precedenza.